# Сафрончук, Василий Степанович
Васи́лий Степа́нович Сафрончу́к (16 февраля 1925, Лозоватка, Днепропетровская область, УССР, СССР — 16 октября 2004, Москва, Россия) — советский дипломат, советник по экономическим вопросам в советском посольстве в Лондоне, посол СССР в Республике Гана, заместитель заведующего 2-м Европейским отделом МИД СССР, работал в Постоянном представительстве СССР при ООН заместителем постпреда Я. А. Малика, а позже О. А. Трояновского, советник-посланник в советском посольстве в Афганистане, заместитель генерального секретаря ООН (Переса де Куэльяра) по политическим вопросам и делам Совета Безопасности.

## Биография

### Детство
Родился в Днепропетровской области в крестьянской семье. Был первенцем у матери – Ольги Илларионовны и отца – Степана Яковлевича. Отец Василия в начале 30-х годов работал председателем колхоза.
Школьные годы Василия прошли в Москве. В 1940 году 14-летний Василий Сафрончук окончил 7 классов средней школы. В Таганском районе на юго-востоке столицы, где жила семья Сафрончуков, находилась 5-я Московская артиллерийская спецшкола, куда мальчик поступает в 8 класс.
После начала Великой Отечественной войны Василий Сафрончук продолжил учёбу в Омской области, куда была эвакуирована школа, и окончил 10 классов в 1943 году. В этом же году Сафрончук был зачислен курсантом в Одесское артиллерийское училище (ОАУ), находившееся в эвакуации в Свердловской области, и стал считаться, как и все курсанты, участником Великой Отечественной войны.

### Великая Отечественная война
После окончания в начале весны 1945 года ОАУ по специальности звуковой разведки, Василий был направлен на фронт в распоряжение штаба 1-го Украинского фронта (1УФ), одного из сорока трёх фронтов Советских Вооружённых Сил.
Вот, что писал Василий Степанович о войне в своих личных дневниках:
«...Я попал на фронт на заключительном этапе Великой Отечественной войны, когда Красная Армия вела ожесточенные бои на территории Германии... Принимал участие в боях на территории Польши, Германии и Чехословакии...»
После окончания войны Василий писал:
«...Я закончил войну командиром взвода 155-й Армейской, Артиллерийской, Пушечной Новороссийско-Севастопольской , ордена Ленина, Краснознаменной, Ордена Суворова Бригады. Последней операцией, в которой мне пришлось участвовать, была операция по освобождению Праги. Наша 5-я Гвардейская Армия, которая была в составе 1-го Украинского Фронта пришла на помощь восставшим жителям столицы Чехословакии. К счастью, нам не пришлось открывать огонь по Праге, т.к. она была освобождена 3-й и 4-й танковыми армиями нашего фронта. Тем не менее, огневые дивизионы бригады были развернуты у поселка Кралупы, в 20 км от Праги и были готовы открыть огонь, если понадобиться...»
«...В 1946 году наша 155-я армейская артбригада, входившая в Центральную группу войск, дислоцировалась в советской зоне оккупации Австрии, недалеко от города Кремс...»
В рамках расформирований при послевоенном сокращении в 1947 году Василий Степанович Сафрончук заканчивал военную карьеру командиром взвода управления одной из батарей 2032-го гаубичного артполка 159-й корпусной артиллерийской бригады ЦГВ.

### Учёба в МГИМО
После военной службы Василий Степанович вспоминал:
«...Я поступил в МГИМО в 1947 году после демобилизации из армии. С демобилизацией мне в известной степени повезло. Весной 1947 года, 2032 артиллерийский полк 159 корпусной артиллерийской бригады входил в Центральную группу войск и стоял в городе Папа в Венгрии. Я проходил послевоенную службу командиром взвода управления одной из батарей полка. Где-то в середине марта в Генштабе было принято решение о расформировании бригады. Меня вызвал заместитель командира полка по политчасти, капитан Голуб и сообщил: "Я просмотрел ваше личное дело и увидел, что вы окончили спецшколу с золотой медалью. Вы можете поступить в любой вуз страны без экзаменов. Военная академия вам в ближайшее время не светит. Я могу уволить вас в запас в связи с расформированием бригады с хорошей характеристикой. Подумайте, даю вам время до утра." Я не стал думать до утра и тут же дал согласие на увольнение в запас. Капитан, как обещал, оформил необходимые бумаги и через несколько дней я отправился домой в Москву...»
По приезде домой Василий Сафрончук посетил райвоенкомат и стал на учёт, как офицер запаса. До поступления в вуз было ещё несколько месяцев и будущий дипломат отправился работать молотобойцем на Московском монтажно-сварочном заводе.
На тот момент о Московском государственном институте международных отношений (МГИМО) мало кто знал, но даже в такой молодой вуз все в обязательном порядке сдавали экзамен по иностранному языку. С 5-го по 7-й класс Василий учил английский, а когда началась война язык заменили на немецкий, но так как "язык врага" не привлекал будущего студента МГИМО, сдавать он пошёл именно английский и с треском провалился. Потеряв всякую надежду на учёбу в МГИМО Василий Сафрончук решил пока не поздно подать документы в МВТУ. Но неожиданно для него его вызвали в приёмную комиссию Московского государственного института международных отношений.
О том как прошла встреча с приёмной комиссией Василий Степанович пишет следующее:
«...За столом комиссии сидели высокие мидовские чины и руководство института. Председатель комиссии, начальник Управления кадров МИД Струнников П. Ф. внимательно прочитал мое личное дело и спросил: "У вас в школьном аттестате стоит по немецкому языку оценка «отлично». Почему вы сдавали английский?". Я ответил, что немецкий язык я не люблю, что до спецшколы я учил английский и думал, что знаю этот язык. "Вот авантюрист, – сказал Струнников, обращаясь к членам комиссии. – Впрочем, нам такие нужны. Предлагаю принять его в институт"...»
В дальнейшем особых трудностей ни по языку, ни по другим предметам Василий Степанович не испытывал. Учился довольное хорошо, хотя это давалось не легко, как и всем студентам МГИМО. Во время учёбы уделял внимание общественной работе: был парторгом курса, членом парткома института. На четвёртом и пятом курсе был сталинским стипендиатом.
Из всех гуманитарных вузов страны МГИМО, пожалуй, не имел равных по уровню профессорско-преподавательского состава. Лекции по истории международных отношений и внешней политики России и Советского Союза Василию Сафрончуку читали академик Е. Тарле, Л. Иванов, доценты Л. Никифоров и Ф. Волков, по всеобщей истории – академик Н. Баранский, член-корреспондент АН СССР А. Ефимов, по истории США – профессор Л. Зубок и многие другие.
Василий Степанович защитил дипломную работу, сдал выпускные экзамены и получил диплом с отличием по специальности «историк-международник». В 1952 году после окончания МГИМО поступил в аспирантуру.

### Начало дипломатической карьеры
Остро встал вопрос куда идти работать и тогдашний ректор МГИМО Л. Н. Кутаков предложил Василию остаться в аспирантуре. Будущий дипломат начал готовиться к экзаменам, но не по специальности, указанной в дипломе, а на кафедре политэкономии. На тот момент Василий Сафрончук интересовался проблемой межимпералистических противоречий, поэтому решил писать диссертацию на тему: «Борьба английских и японских монополий на рынках Азии и Дальнего Востока» под руководством профессора А. А. Арутюняна, который в то время заведовал Отделом международных экономических организаций МИД и по совместительству работал на кафедре политэкономии МГИМО.
Именно благодаря своему научному руководителю Василий Степанович попадает в свою первую заграничную командировку. Василий и другой аспирант Серго Микоян отправились в город Канди, Цейлон (так тогда называлась Шри-Ланка) в качестве переводчиков.
Осенью 1955 года, после окончания аспирантуры МГИМО Василий Степанович получает должность преподавателя кафедры политэкономии, а позже заместителем декана Западного факультета по работе с иностранными студентами.
В 1957 году с группой преподавателей МГИМО выехал на учёбу в аспирантуру Лондонской школы экономики.
Позже Василий Степанович принял предложение Управления кадров МИД о переходе на дипломатическую работу и в 1959 году отбыл в советское посольство в Лондон на должность советника по экономическим вопросам.

### Этапы и вершина дипломатической карьеры
Затем все назначения для работы за рубежом на протяжении всей дипломатической карьеры чередуются с работой Василия Степановича в центральном аппарате министров иностранных дел. В частности после возвращения из Великобритании Сафрончук становится советником, исполняющим обязанности зама, а затем и заместителем заведующего 2-м Европейским отделом МИД СССР (2ЕО). Советником 2ЕО Василий Степанович был в отделе, которым заведовал Лавров Владимир Сергеевич.
В 1967 году Василий Сафрончук назначен послом в Республику Гана, о чём сообщается в Дипломатическом словаре: «…советский дипломат, имеет ранг чрезвычайного и полномочного посла… в 1967-71 — посол СССР в Гане…»
В 1971 году Василий направляется на работу в Постоянное представительство СССР при ООН в Нью-Йорк и становится заместителем постпреда Якова Александровича Малика. В западной печати посла Малика иногда называли «мистером вето», обвиняя в том, что он злоупотребляет правом на вето, тем самым тормозит работу Совбеза и срывает принятие решений, направленных на урегулирование конфликтов. Но на деле, Яков Александрович использовал законное право на вето только по указанию Центра и только тогда, когда это требовалось для защиты государственных интересов СССР.
С 1973 по 1982 год Василий Степанович работал в качестве советника-посланника в советском посольстве в Афганистане.
Дипломатические отношения России и Афганистана были установлены в 1921 году и был подписан первый советско-афганский договор о дружбе. Афганистан был одной из 12 стран, с которыми у СССР была сухопутная граница, протяжённость которой составляет 2350 км. Сейчас Россия не имеет непосредственной границы с Афганистаном, который помимо КНР, Индии, Пакистана и Ирана теперь граничит с Туркменистаном, Узбекистаном и Таджикистаном.
Василий Сафрончук работал под руководством министра иностранных дел СССР Андреем Андреевичем Громыко в течение 20-ти лет (1965—1985). С 16 по 20 марта 1965 года состоялся официальный визит А. А. Громыко в Великобританию, в состав делегации входили А. А. Рощин, Б. Д. Макашев, В. М. Фалин, В. М. Суходрев и В. С. Сафрончук, будучи советником посольства СССР в Англии.
Деловые качества и способности Василия Степановича способствовали тому, что в процессе дипломатической карьеры расширялся круг его задач и обязанностей. Благодаря опыту работе дипломат стал заметным специалистом по Афганистану.
О своей дипломатической карьере Сафрончук позднее писал:
«…Так случилось, что из более чем сорока лет моей дипломатической службы (я ушёл в отставку в 1992 году) 17 лет так или иначе были связаны с ООН. Я работал два срока первым заместителем постоянного представителя СССР при ООН, входил в состав советских делегаций на многих сессиях Генеральной Ассамблеи ООН, был представителем Советского Союза в Комитете по борьбе с расовой дискриминацией…»
При втором назначении с 1985 по 1986 год работал в ООН в качестве первого заместителя постпреда Олега Александровича Трояновского.
Вершиной дипломатической карьеры Василия Степановича Сфрончука стала должность заместителя генерального секретаря Организации Объединённых Наций Переса де Куэльяра. В 1986 году Василий был командирован на работу в Секретариат ООН и уже 1 января занял пост заместителя генерального секретаря ООН по политическим вопросам и делам Совета безопасности. На этом посту дипломат остался вплоть до середины 1992 года.
В журнале "Хроника ООН"по этому поводу появилась заметка с портретом Василия «Новое назначение», в которой сообщалось:
«Генеральный секретарь ООН назначил на пост заместителя генерального секретаря по политическим вопросам и делам Совета Безопасности представителя Союза Советских Социалистических Республик В. С. Сафрончука, приступившего к работе с 1 января 1987 года.»
Как отмечает в своих воспоминаниях коллега Василия Степановича чрезвычайный и полномочный посол СССР Владимир Викторович Шустов:
«…С полным основанием он заслужил среди своих коллег и иностранных партнеров репутацию одного из лучших специалистов по ООН…»
Работая на постоянной основе в Совете Безопасности, Василий Сафрончук занимался странами Ближнего Востока, Центральной Америкой, Кипром, Намибией, Анголой, ЮАР, а также решал вопросы по ирано-иракскому конфликту, женевскому соглашению по Афганистану и многие другие насущные задачи. За эти годы дипломат успел посетить по разным поводам и в составе разных делегаций ряд стран: Аргентину, Великобританию, Венесуэлу, Грецию, Египет, Индию, Канаду, КНДР, Кубу, Мексику, Намибию, Норвегию, Польшу, Таиланд, Филиппины, Финляндию, Францию, ФРГ, Чехословакию, Швейцарию, Эфиопию и Японию.

### Возвращение на Родину
После завершения службы штатным сотрудником ООН и с выходом на пенсию в возрасте 67 лет, Василий Степанович вернулся в Москву и был полон планов отразить те бурные исторические процессы, свидетелем которых он был в своей книге. Одна из глав задуманной им работы имела название «Долгий путь к женевским соглашениям», в которой автор вспоминает о ходе процесса политического урегулирования ситуации вокруг Афганистана, участником которого он был. Личным представителем генерального секретаря ООН Курта Вальдхайма на этих непрямых переговорах между Кабулом и Исламабадом вначале был, на тот момент ещё только в должности дипломата – Перес де Куэльяр.

### Журналист «Советской России»
В последующие годы Сафрончук активно принимает участие в публикации материалов в различных средствах массовой информации и больше всего в газете «Советская Россия», а которой до 2003 года было опубликовано 539 его статей.
С 1996 года начинается поиск постоянной рубрики в «Советской России» (СР) для статей Василия Степановича. Сначала – «Заметки по поводу»; затем – «Мнение», «Заметки», «Слово обозревателя», пока не остановились на еженедельной рубрике «Василий САФРОНЧУК. Обозрение», которая появлялась в газете регулярно с января 1998 года.
«Советская Россия» дважды присуждала премию «Слово к народу» за популярные комментарии острых ситуаций и событий в мире и стране.
Василий Степанович был членом редколлегии газеты СР и его активная работа с коллегами по перу способствовала росту тиража издания к 2003 году до 300 тысяч экземпляров.
Скончался Сафрончук Василий Степанович 16 октября 2004 года в Москве.

## Публикации
- Василий Сафрончук. «Политика и дипломатия» (2011). 384 стр. ISBN 978-5-88010-273-0